# Engleromyces goetzei
Engleromyces goetzei är en svampart som beskrevs av Henn. 1900. Engleromyces goetzei ingår i släktet Engleromyces och familjen kolkärnsvampar.   Inga underarter finns listade i Catalogue of Life.